# 外崎春雄
外崎春雄（日语：／ Sotozaki Haruo），日本男性動畫師、動畫導演、動畫演出家、人物設計師。ufotable所屬。

## 人物
外崎春雄從當地高中畢業後，進入代代木動畫學院學習，畢業後在STUDIO DUB上班。在擔任多部作品的原畫、作畫監督後，從《白色十字架 Glühen》的Last Mission 8「Instant Karma」開始就參加ufotable的作品。除了擔任原畫和作畫監督之外，他還擔任《2×2忍傳》的系列導演以及遊戲《召喚夜響曲外傳 破曉之翼》開場動畫的導演和人物設計師。
他經常與松島晃合作，從OVA《交響曲傳奇 THE ANIMATION》開始，他擔任了ufotable製作的傳奇系列所有動畫部分的導演，松島晃則負責人物設定。外崎被任命為傳奇系列的動畫導演的原因是，ufotable的代表近藤光邀請外崎執導該作品，他認為「鑑於外崎對ufotable的貢獻，我們需要給他一部作品來執導」。在策劃階段，《交響曲傳奇 THE ANIMATION》原本計劃只製作4集，但在外崎與製作人近藤的努力下，最終成為了共11集的長期作品。
他曾執導過多部遊戲、OVA作品和特別動畫，並於2016年執導了他的第一部電視動畫《熱情傳奇 the X》。
他擔任導演的首部長片《劇場版 鬼滅之刃 無限列車篇》（2020年10月16日上映），上映32週以來票房收入達400.2億日圓。本片也榮獲第33屆日刊體育電影大獎石原裕次郎獎「石原裕次郎獎」、東京動畫獎2021「個人獎導演、演出部門」、第44屆日本電影學院獎最佳動畫片獎。

## 參加作品

### 電視動畫
1994年
- 機動武鬥傳G鋼彈（—1995年，動畫）

1995年
- 新機動戰記鋼彈W（—1996年，原畫、動畫）

1996年
- 機動新世紀鋼彈X（原畫）

1997年
- 浪客劍心 (1996年版)（—1998年，原畫）
- YAT安心！宇宙旅行（日语：YAT安心!宇宙旅行）（作畫監督）
- 神奇寶貝（原畫）
- 尼克斯特戰記EHRGEIZ（日语：ネクスト戦記EHRGEIZ）（作畫監督）

1998年
- SHADOW SKILL -影技-（作畫監督、OP原畫、原畫）
- 白色十字架（作畫監督、原畫）
- EAT-MAN'98（日语：EAT-MAN）（作畫監督、OP原畫、ED原畫、原畫）

1999年
- 微星小超人（日语：小さな巨人 ミクロマン）（作畫監督）
- 火魅子傳（日语：火魅子伝）（作畫監督）
- 逮捕令 Special（特別人物設定、作畫監督、原畫）
- 宇宙戰艦山本洋子（作畫監督、原畫）
- 仙界傳 封神演義（作畫監督）
- 伊甸少年（作畫監督、OP原畫、原畫）
- HUNTER×HUNTER (1999年版)（—2001年，OP2原畫、原畫）

2000年
- 虫孽（作畫監督）
- 捍衛者（原畫）
- 銀裝騎攻Ordian（日语：銀装騎攻オーディアン）（演出、作畫監督、OP原畫、原畫）
- 幻想魔傳 最遊記（作畫監督）
- 袖珍女侍小梅（OP原畫、原畫）

2001年
- 破壞魔定光（作畫監督、OP原畫）
- 地球少女Arjuna（客串設定、作畫監督、作畫監督補、原畫）
- 光劍星傳EX（原畫）
- The Soul Taker ～魂狩～（日语：The Soul Taker 〜魂狩〜）（作畫監督、OP原畫、原畫）
- 魔法水果籃 (2001年版)（演出、作畫監督、作畫監督補佐、原畫）
- 青春草莓蛋（OP原畫）

2002年
- X（演出、作畫監督補、原畫）
- 白色十字架 Glühen（作畫監督）
- 尋找滿月（OP原畫）
- 攻殼機動隊 STAND ALONE COMPLEX（原畫）
- Heat Guy-J（日语：ヒートガイジェイ）（作畫監督、OP原畫）
- 火影忍者（—2005年，作畫監督、原畫）
- 閃靈二人組（OP原畫）

2003年
- 機動戰士鋼彈SEED（原畫）
- 狼雨（原畫）
- L/R -Licensed by Royal-（日语：L/R -Licensed by Royal-）（作畫監督、OP原畫）
- E'S OTHERWISE（客串人物設定、原畫）
- 奇諾之旅 -the Beautiful World-（OP原畫）
- 急救超人兵團（演出、作畫監督、原畫）

2004年
- 今日大魔王！（作畫監督）
- KURAU Phantom Memory（日语：KURAU Phantom Memory）（OP原畫）
- 瑪莉亞的凝望 ～春～（OP原畫）
- 2×2忍傳（日语：ニニンがシノブ伝）（系列導演、OP分鏡（共同）、分鏡、作畫監督、原畫）
- 魯邦三世：被盜的魯邦 ～模仿者是盛夏之蝶～（日语：ルパン三世 盗まれたルパン 〜コピーキャットは真夏の蝶〜）（人物作畫監督）

2005年
- 喜歡就是喜歡（OP原畫）
- BASILISK ～甲賀忍法帖～（OP原畫）
- 極樂天師（OP原畫）
- 黏黏妖美少女（OP原畫）
- 地獄少女（—2006年，OP演出）
- 到另一個你的身邊去（作畫監督）

2006年
- 極樂天師 喝!!（OP原畫）
- 變身公主（OP原畫、原畫）
- 獸王星（分鏡、原畫）
- 星際海盜（漫畫設計、作畫監督）
- 天保異聞 妖奇士（—2007年，OP原畫、原畫）

2007年
- 新勇者萊汀（日语：REIDEEN）（原畫）
- 羅密歐×茱麗葉（OP原畫）
- 暮蟬悲鳴時解（OP原畫）

2008年
- 迷宮塔 ～the Aegis of URUK～（OP原畫、原畫）
- 幻影少年（OP原畫）
- 西洋骨董洋菓子店 ～Antique～（服裝設定、作畫監督）
- 守護甜心!! 心跳（—2009年，變身&必殺技動畫原畫）

2009年
- 閃電十一人（—2011年，作畫監督、作畫監督補佐、原畫）
- 瑪莉亞的凝望 4th Season（作畫監督、OP原畫）
- 迷宮塔 ～the Sword of URUK～（OP原畫）
- 料理偶像（—2012年，分鏡、作畫監督）
- 戰鬥陀螺 鋼鐵奇兵（—2010年，ED一人原畫）
- 鋼之鍊金術師 FULLMETAL ALCHEMIST（—2010年，ED演出&原畫、OP原畫、原畫）
- 香格里拉（OP原畫）
- 07-GHOST（ED原畫）

2010年
- 妖怪少爺（OP原畫）

2011年
- NO.6（ED第2原畫）
- 閃電十一人GO（作畫監督補佐、OP原畫）
- 銀魂’（原畫）

2012年
- ZETMAN（OP原畫、原畫）
- 閃電十一人GO 時空之石（作畫監督）
- 魯邦三世 -名為峰不二子的女人-（作畫監督）
- 絕園的暴風雨（OP原畫、原畫）
- Battle Spirits Sword Eyes（作畫監督協力、原畫）

2013年
- 革命機Valvrave（OP原畫）

2014年
- Fate/stay night [Unlimited Blade Works]（第2原畫）
- 熱情傳奇 ～導師的黎明～（導演、分鏡、演出、原畫）

2015年
- 噬神者（第2原畫）

2016年
- 熱情傳奇 the X（—2017年，導演[5]、OP分鏡&演出、分鏡、演出、作畫監督、原畫、第2原畫）

2017年
- 活擊 刀劍亂舞（分鏡、演出）

2019年
- 鬼滅之刃 竈門炭治郎 立志篇（導演[6]、OP分鏡&演出、分鏡、演出、作畫監督、原畫）

2021年
- 鬼滅之刃 無限列車篇（導演[7]、OP分鏡&演出、分鏡、演出、作畫監督）
- 鬼滅之刃 遊郭篇（—2022年，導演[8]、OP分鏡&演出&原畫、分鏡、作畫監督）

2023年
- 鬼滅之刃 刀匠村篇（導演[9]、OP分鏡&演出&原畫）

2024年
- 鬼滅之刃 柱訓練篇（導演[10]、分鏡、演出）

### 電影動畫
2000年
- 數碼寶貝大冒險02 前篇：數碼獸颶風登陸!!／後篇：超絕進化!!黃金的數碼裝甲（原畫）

2001年
- 頭文字D Third Stage -INITIAL D THE MOVIE-（作畫監督、原畫）
- 數碼寶貝大冒險02：超惡魔獸的逆襲（原畫）
- 星際牛仔：天國之門（原畫）

2002年
- 極速戰警eX-D the Movie（日语：エクスドライバー）（作畫監督補、原畫）

2004年
- NITABOH 仁太坊-津輕三味線始祖外聞（日语：NITABOH 仁太坊-津軽三味線始祖外聞）（作畫監督）
- 劇場版 火影忍者：木葉村大運動會（作畫監督）

2005年
- 劇場版 火影忍者：大激突！夢幻的地底遺跡（原畫）

2010年
- 劇場版 閃電十一人：最強軍團王牙來襲（原畫）
- 劇場版 銀魂 新譯紅櫻篇（原畫）

2012年
- 劇場版 閃電十一人GO VS 紙箱戰機W（原畫）

2013年
- 魔法少女姐妹悠悠和寧寧（作畫監督）

2020年
- 劇場版 鬼滅之刃 無限列車篇（導演[2]、分鏡、演出、作畫監督）

2025年
- 劇場版 鬼滅之刃 無限城篇 第一章（導演[11]、分鏡、總作畫監督補佐、作畫監督）

### OVA
1995年
- 霸王大系龍騎士 亞迪傳說（原畫）

1999年
- 浪客劍心 追憶篇（原畫）

2000年
- 極速戰警eX-D（日语：エクスドライバー）（—2001年，作畫監督補佐）

2001年
- 浪客劍心 星霜篇（—2002年，原畫）

2002年
- 捍衛者21（OP原畫）

2003年
- 新·北斗神拳（—2004年，人物設定、總作畫監督、作畫監督）

2006年
- 瑪莉亞的凝望 3rd Season（—2007年，原畫）

2007年
- 交響曲傳奇 THE ANIMATION 全11卷（—2012年，導演、怪獸設定、OP分鏡&演出&原畫、分鏡、演出、原畫）

2009年
- 鋼之鍊金術師 FULLMETAL ALCHEMIST 影像特典 「單純的人們」（演出）

### 遊戲
2002年
- 馭龍少年 戰術破解（人物設定、演出、作畫監督）

2005年
- 召喚夜響曲外傳 破曉之翼（動畫導演、人物設定、作畫監督、插入影片作畫）
- 遺跡傳奇（OP原畫）
- 深淵傳奇（OP原畫）
- 王宮夜想曲（人物設定、分鏡、演出、作畫監督）
- 召喚夜響曲 鑄劍物語 ～起源之石～（分鏡、演出、作畫監督）

2006年
- 魔界戰記迪斯凱亞2（動畫導演、人物設定、演出、作畫監督、原畫）
- 命運傳奇（影片部分原畫）
- 世界傳奇 光明神話（OP原畫）

2007年
- 龍影咒（導演、演出、作畫監督）
- 腕魂（作畫監督、原畫）

2008年
- 魔界戰記迪斯凱亞3（日语：魔界戦記ディスガイア3）（導演、人物設定、演出、作畫監督）

2011年
- 無盡傳奇（動畫影片導演、分鏡、演出、原畫）

2012年
- 雷頓教授VS逆轉裁判（原畫）
- 無盡傳奇2（動畫影片導演、演出、OP動畫演出&分鏡、原畫）

2015年
- 熱情傳奇（動畫影片導演、分鏡、演出、OP動畫演出&分鏡、原畫）

2016年
- 緋夜傳奇（動畫影片導演、分鏡、演出、OP動畫演出&分鏡）

2021年
- 破曉傳奇（動畫影片導演）

### 其它
- 召喚夜想曲 鑄劍物語 我們的海上都市（日语：サモンナイト クラフトソード物語）（2004年，本文插圖）

## 獲獎紀錄
- 第33屆日刊體育電影大獎、石原裕次郎獎：石原裕次郎獎[3]
- 東京動畫獎2021：個人獎導演、演出部門[4]
- 第44屆日本電影學院獎：最佳動畫片獎[12]
- Crunchyroll動畫獎2023：最佳導演獎[13]
- 第45屆報知電影獎動畫作品獎[14]

## 相關項目
- 日本動畫師列表（日语：アニメ関係者一覧）

## 外部連結
- 外崎春雄 （日語）—allcinema（日语：allcinema）
- 外崎春雄 （日語）—KINENOTE
- 外崎春雄 （日語）—電影.com（日语：映画.com）
- 外崎春雄 （日語）—Movie Walker（日语：Movie Walker）
- 外崎春雄 （日語）—電視劇檔案資料庫（日语：テレビドラマデータベース）